# Xindonga

Karte der Volksgruppen in Angola, 1970 (Das Gebiet, in dem die Xindonga-Gruppen und ihre Nachbarn siedeln, ist gelblich gekennzeichnet)

Xindonga ist die von portugiesischen Ethnologen gewählte Sammelbezeichnung von vier kleinen Völkern, die im äußersten Südosten Angolas siedeln: die Cusso (Mbukushu), die Dilico (oder Dirico), die Sambio und die Maxico. Diese Volksgruppen leben in dem spärlich bewohnten Gebiet, das heute zur Provinz Cuando gehört, Seite an Seite mit anderen Gruppen, die zu den Ovambo, den Ganguela oder den Khoisan gehören. Sie betreiben Ackerbau zur Selbstversorgung, zur Ergänzung Kleintierzucht und gelegentlich Fischerei.